# Оуен (Вісконсин)
Оуен (англ. Owen) — місто (англ. city) в США, в окрузі Кларк штату Вісконсин. Населення — 916 осіб (2020).

## Географія
Оуен розташований за координатами 44°57′0″ пн. ш. 90°34′14″ зх. д. / 44.95000° пн. ш. 90.57056° зх. д. (44.950116, -90.570681).  За даними Бюро перепису населення США в 2010 році місто мало площу 4,78 км², з яких 4,59 км² — суходіл та 0,19 км² — водойми. В 2017 році площа становила 6,24 км², з яких 6,04 км² — суходіл та 0,20 км² — водойми.

## Демографія
Згідно з переписом 2010 року, у місті мешкало 940 осіб у 419 домогосподарствах у складі 252 родин. Густота населення становила 197 осіб/км².  Було 485 помешкань (101/км²).
Расовий склад населення:
| - 96,7 % — білих - 0,5 % — чорних або афроамериканців - 0,1 % — корінних американців - 0,1 % — азіатів - 2,0 % — осіб інших рас |

До двох чи більше рас належало 0,5 %. Частка іспаномовних становила 3,8 % від усіх жителів.
За віковим діапазоном населення розподілялося таким чином: 23,7 % — особи молодші 18 років, 56,4 % — особи у віці 18—64 років, 19,9 % — особи у віці 65 років та старші. Медіана віку мешканця становила 40,4 року. На 100 осіб жіночої статі у місті припадало 93,0 чоловіків;  на 100 жінок у віці від 18 років та старших — 93,3 чоловіків також старших 18 років.
Середній дохід на одне домашнє господарство  становив 40 934 долари США (медіана — 31 250), а середній дохід на одну сім'ю — 52 583 долари (медіана — 43 393). Медіана доходів становила 35 982 долари для чоловіків та 31 250 доларів для жінок. За межею бідності перебувало 15,2 % осіб, у тому числі 10,4 % дітей у віці до 18 років та 12,2 % осіб у віці 65 років та старших.
Цивільне працевлаштоване населення становило 391 особа. Основні галузі зайнятості: виробництво — 29,9 %, освіта, охорона здоров'я та соціальна допомога — 27,4 %, роздрібна торгівля — 11,8 %, публічна адміністрація — 5,6 %.